# Gyrtona rotundalis
Gyrtona rotundalis är en fjärilsart som beskrevs av Walker 1863. Gyrtona rotundalis ingår i släktet Gyrtona och familjen nattflyn. Inga underarter finns listade i Catalogue of Life.